# San Rafael Carretera
San Rafael Carretera är en ort i Mexiko.   Den ligger i kommunen Ciudad del Maíz och delstaten San Luis Potosí, i den centrala delen av landet, 400 km norr om huvudstaden Mexico City. San Rafael Carretera ligger 1 026 meter över havet och antalet invånare är 346.
Terrängen runt San Rafael Carretera är platt västerut, men österut är den kuperad. Runt San Rafael Carretera är det glesbefolkat, med 11 invånare per kvadratkilometer. Närmaste större samhälle är San Rafael Matriz, 1,5 km sydväst om San Rafael Carretera. Omgivningarna runt San Rafael Carretera är i huvudsak ett öppet busklandskap.